# Gloup Holm
Pour les articles homonymes, voir Holm.
Gloup Holm est une île des Shetland.